# Cilix (geslacht)
Cilix is een geslacht van vlinders van de familie eenstaartjes (Drepanidae), uit de onderfamilie Drepaninae.

## Soorten
- C. algirica Leraut, 2006
- C. argenta Chu & Wang, 1987
- C. asiatica O. Bang-Haas, 1907
- C. danieli Watson, 1968
- C. depalpata Strand, 1911
- C. filipjevi Kardakoff, 1928
- C. glaucata

Witte eenstaart Scopoli, 1763
- C. hispanica De-Gregorio, Torruella, Miret, Casas & Figueras, 2002
- C. patula Watson, 1968
- C. tatsienluica Oberthür, 1916